# Vicq (auteur)
Pour les articles homonymes, voir Vicq.
Antoine Raymond dit Vicq (parfois orthographié Vick), né en 1936 dans le Brabant, disparu en 1987 et mort quelque temps plus tard, est un scénariste et dessinateur de bande dessinée belge.

## Biographie
Antoine Raymond naît en 1936 dans le Brabant en Belgique,. 
Vicq est surtout connu comme scénariste de bande dessinée, bien qu'il ait été également dessinateur. Il commence  d'ailleurs sa carrière dans les années cinquante en réalisant des dessins humoristiques pour de nombreuses revues comme Le Rire ou Hara-Kiri.
En 1962, il écrit le scénario d'un court récit intitulé Drôle de coco de la série Marco et Aldebert pour Will dans Record.
En 1966, après avoir débuté avec quelques gags et un récit complet de Max l'explorateur pour Guy Bara, il écrit un grand nombre de scénarios pour des bandes dessinées du journal Spirou, n'hésitant pas à reprendre des séries déjà existantes comme Le Vieux Nick (dessins de Remacle), Sophie (dessins de Jidéhem), La Ribambelle (dessins de Roba), Boule et Bill (dessins de Roba), Gaston Lagaffe (dessins de Franquin) ou Théophile et Philibert (dessins de Paul Deliège)…
Il collabore également avec Greg à plusieurs reprises, et participe à des épisodes de Zig et Puce et des As. Ils réalisent également Constant Souci, pour journal de Tintin où il scénarise également de nombreux gags de Taka Takata pour Jo-El Azara.
On lui doit également un album complet et quelques histoires courtes de Lucky Luke (dessin de Morris), et un album de Jacky et Célestin (avec Peyo, dessin de Walthéry), ce qui fait de Vicq un scénariste clé de l'école belge. Il a en effet travaillé avec ses auteurs les plus connus (Franquin, Morris, Peyo, Roba…).
Alors qu'il semble être devenu incontournable dans le monde de la bande dessinée, il disparaît du jour au lendemain sans laisser de traces en 1987. À ce sujet, Roba dira notamment : « Cela demeure, pour moi, d'ailleurs, un grand mystère. Personne n'a jamais eu de ses nouvelles et on n'a pas retrouvé sa trace. Il semble s'être volatilisé. »
Ces disparitions étaient fréquentes : plusieurs témoignages évoquent en effet un homme marqué par l’alcoolisme pouvant ne plus donner de nouvelles durant des semaines. Ainsi Jean Roba explique : « Il avait un gros problème d'alcool et disparaissait parfois en plein milieu d'un épisode. C'est ce qui s'est passé en plein milieu de La Ribambelle en Écosse. Je me suis retrouvé en panne de scénario et ai dû inventer la suite. »
Ce témoignage est corroboré par Jidéhem : « Il faut savoir qu'il a eu énormément d'ennuis, il était alcoolique, de ce fait il disparaissait près d'une semaine ou plus. [...] C'est finalement Delporte qui a trouvé trace de son décès après avoir consulté les administrations communales et les hôpitaux de la périphérie. C'était un homme absolument charmant et formidable quand il était à jeun, mais qui devenait impossible quand il se mettait à boire. »

## Publications
- Max l’explorateur, dessin de Guy Bara, Dupuis :
  - Max et l'oeuf de Pakh, récit complet de trois pages dans Spirou no 1459 du 31 mars 1966
  - Gags divers, 1966
- La Ribambelle, dessin de Roba, Dupuis :
  - T2 : La Ribambelle en Écosse, 1966.
  - T3 : La Ribambelle s'envole, 1967.
  - T4 : La Ribambelle aux Galopingos, 1968.
- Sophie, dessin de Jidéhem, Dupuis (entre autres albums) :
  - T2 : La Bulle du silence, 1968.
  - T3 : Les Bonheurs de Sophie, 1969.
  - T4 : Qui fait peur à Zoé ?, 1970.
  - T5 : Sophie et le rayon Kâ, 1971.
- Taka Takata, dessin de Jo-El Azara :
  - T1 : Le Batracien aux dents d'or, Le Lombard, 1969.
  - T2 : Kamikaze cycliste, Rossel, 1973.
  - T3 : Le Lévitant lama, Rossel, 1973.
  - T4 : Opération survie , Rossel, 1974.
  - T5 : Le Karatéka, Rossel, 1974.
  - T6 : Le Caméléoscaphe, Dargaud, coll. « Jeune Europe », 1977.
  - T7 : Silence, on vole !, Azeko, 1994  (ISBN 2-910418-00-6).
  - T8 : Takabossé monoto, Azeko, 1994  (ISBN 2-910418-01-4).
  - T9 : Le Petikado, Azeko, 1995  (ISBN 2-910418-02-2).
  - T10 : Gare aux cigares, Azeko, 1997  (ISBN 2-910418-05-7).
  - T11 : Ne perdons pas la tête[9], Azeko, 2002  (ISBN 2-910418-07-3).
  - T12 : Taka Takata se mutine[10], Azeko, 2004  (ISBN 2910418111).
  - T13 : Opération boomerang[11], Azeko, 2005  (ISBN 291041812X).
- Constant Souci - Le mystère de l'homme aux trèfles, dessin de Greg et Dupa, coscénario de Greg, Glénat, 1974.
- Éric et Artimon (sous le nom de A. Raymond), dessin de Will :
  - T1 Toute la gomme, Albin Michel, 1976
  - T2 Le Tyran en acier chromé, Magic Strip, 1983
- Jacky et Célestin, coscénario de Peyo, dessin de Walthéry, Dupuis :
  - T1 : Vous êtes trop bon, 1980.
- Tom Applepie[12]
- 1. Le Royaume de l'Alligator, Michel Deligne, Bruxelles, janvier 1980
Scénario : Vicq - Dessin : Benn - Couleurs : noir et blanc,63 p., reliure brochée
- Int1. Tom Applepie L'intégrale Tome 1, Point Image, septembre 1997
Scénario : Vicq - Dessin : Benn - (ISBN 2-930110-15-5)
- Int2. Tom Applepie L'intégrale Tome 2[13], Point Image, octobre 1997
Scénario : Vicq - Dessin : Benn - (ISBN 2-930110-26-0)
- Lucky Luke, dessin de Morris, Dargaud :
  - T47 : Le Magot des Dalton, 1980.
  - T50 : La Corde du pendu, 1982.
- Boule et Bill, dessin de Jean Roba, Dupuis :
  - T17 : Tu te rappelles, Bill ?.
  - T18 : Bill est maboul.
- Les Frères Bross, dessin de Pierre Guilmard, Éditions du Taupinambour :
  - Tome 1, 2004.
  - Tome 2, 2008.
  - Tome 3, 2010.
- Théophile et Philibert, dessin de Paul Deliège, Le Coffre à BD :
  - T2 : L'Étrange passe-temps de Boleslas Kromitch, 2008.
  - T3 : L'Homme aux mains d'or, 2008.
- Les Aventures de Fleurdelys et Patatrac, dessin de Mazel, éditions Pan Pan :
  - Fleurdelys et Patatrac et les pirates, 59 planches, 2013  (ISBN 9782930571249) ;
  - Vive les vacances, 39 planches, 2015  (ISBN 9782930571317).

### Collections publiques
47 œuvres de cet artiste sont conservées au Centre belge de la bande dessinée et font partie du patrimoine mobilier de la région Bruxelles-Capitale.

## Prix
- 1973 :  prix Saint-Michel du meilleur scénariste de science-fiction pour La Tiare de Matlotl Halatomatl (Sophie)[17].

#### Livres
: document utilisé comme source pour la rédaction de cet article.
- Jean Van Hamme, Introduction à la bande dessinée belge, Bruxelles, Bibliothèque royale de Belgique, 1968, 80 p., ill. ; 26 cm (lire en ligne), p. 49-50[catalogue] publié à l'occasion de l'exposition La bande dessinée en Belgique, Bibliothèque Albert Ier, [Bruxelles], du 29 juin au 25 août 1968.
- Jean-Louis Lechat, Un demi-siècle d’aventures t. 2 : 1970 - 1996, Bruxelles, Le Lombard, 5 décembre 1996, 224 p., ill. ; 31 cm (ISBN 280361233X, OCLC 37995939, BNF 37539082, présentation en ligne), p. 10, 15, 24, 43, 50, 58, 62, 67.
- Jean Pirotte (dir.) et Luc Courtois, Du régional à l'universel. : L'imaginaire wallon dans la bande dessinée., Louvain-la-Neuve, Fondation wallonne Pierre-Marie et Jean-François Humblet, 1999, 310 p. (ISBN 978-2-9600072-3-7 et 2960007239, OCLC 1075833932), p. 256 lire sur Google Livres
- Jacques Fiérain, « Vicq », dans La BD à Bruxelles et en Brabant, Charleroi, Éd. l'Âge d'or, avril 2003, 144 p., ill. ; 31 cm (ISBN 9782960119664 et 2960119665, OCLC 470388171, présentation en ligne), p. 139.
- Henri Filippini, « Vicq », dans Dictionnaire de la bande dessinée, Paris, Bordas, 2005, 912 p., ill. ; 27 cm (ISBN 9782047299708 et 2047299705, OCLC 1009545288, présentation en ligne), p. 886. .
- Préface de La Ribambelle, l'intégrale tome 1, Dargaud, septembre 2011, page 4.

#### Périodiques
- Jean-Pol Stercq, « La Galerie-photo de Tintin », Tintin, Le Lombard, no 6,‎ 1974.
- « Reward : Vicq », Tintin, Le Lombard, no 31,‎ 2 août 1977.
- Portrait de Vicq paru dans Hop ! no 59, 3e trimestre 1994, page 28.